# Sospel
Sospel (provenzalisch Sospèu, italienisch Sospello) ist eine französische Gemeinde mit 3.807 Einwohnern (Stand 1. Januar 2022) im Département Alpes-Maritimes in der Region Provence-Alpes-Côte d’Azur. Die Stadt liegt auf etwa 350 m Höhe am Rand des Mercantour-Nationalparks am französischen Zweig der Tendabahn und wird vom Fluss Bévéra durchflossen. Sospel befindet sich ungefähr 20 Kilometer nördlich von Menton.

## Bevölkerungsentwicklung
| Jahr                       | 1962 | 1968 | 1975 | 1982 | 1990 | 1999 | 2006 | 2016 |
| Einwohner                  | 2321 | 2582 | 1828 | 2171 | 2592 | 2885 | 3394 | 3815 |
| Quellen: Cassini und INSEE |      |      |      |      |      |      |      |      |

## Sehenswürdigkeiten
Sospel besitzt eine mittelalterlich geprägte Altstadt. Über den Fluss Bévéra führt eine Brücke aus dem 11. Jahrhundert, die einen in früheren Zeiten als Zollhaus dienenden Turm besitzt. Die Brücke wurde 1944 stark zerstört und nach dem Krieg bis 1953 wieder aufgebaut. Der zentrale Platz ist der Place Saint-Nicolas mit der Kathedrale Saint-Michel. Die Kirche aus der Mitte des 17. Jahrhunderts ist ein Stilmix aus französischer Klassik und italienischem Barock und einem romanischen Glockenturm von einem Vorgängerbau.

Abendstimmung in Sospel
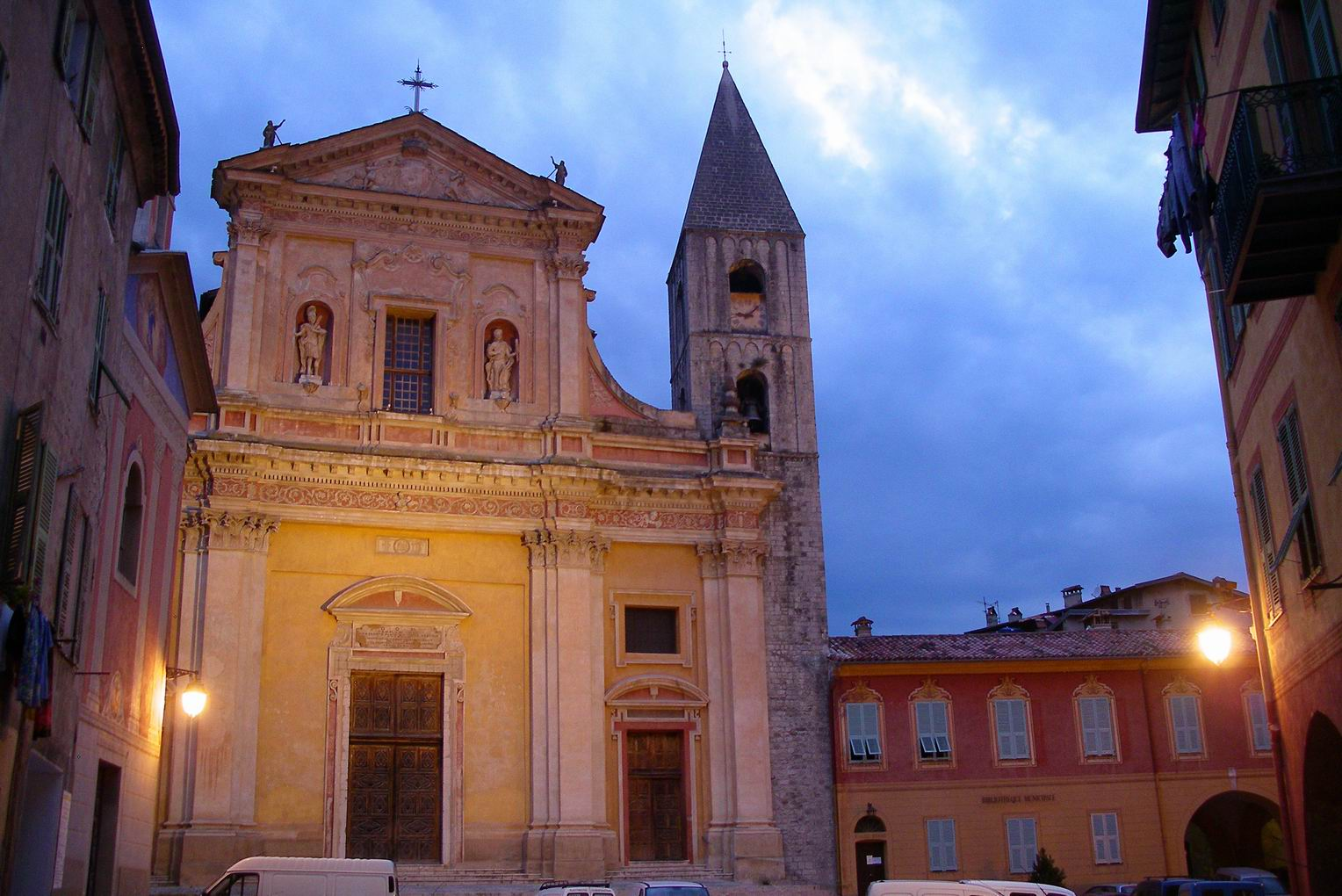
Kathedrale Saint-Michel
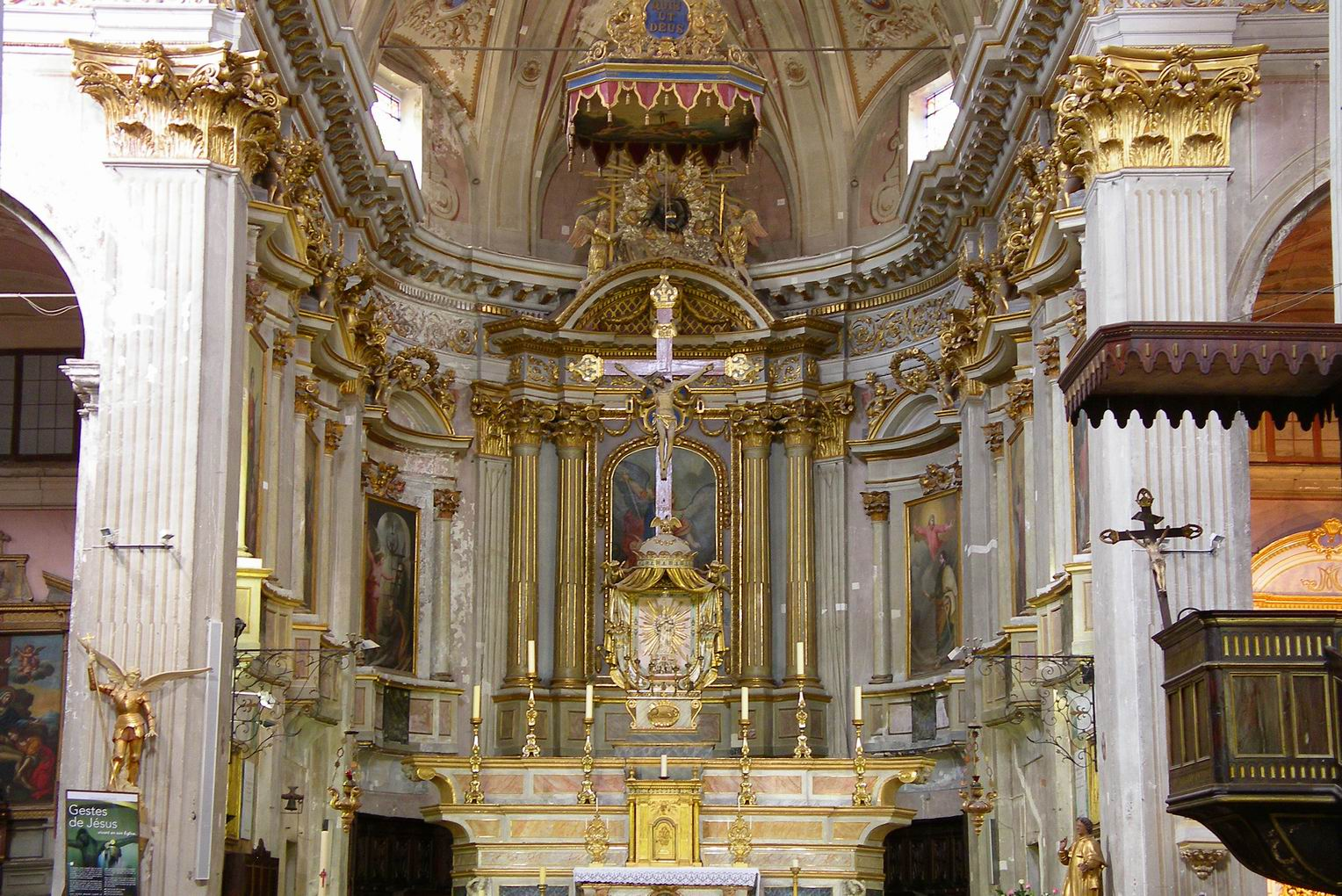
Innenansicht der Kathedrale
Flussansicht
Häuserzeile in Sospel
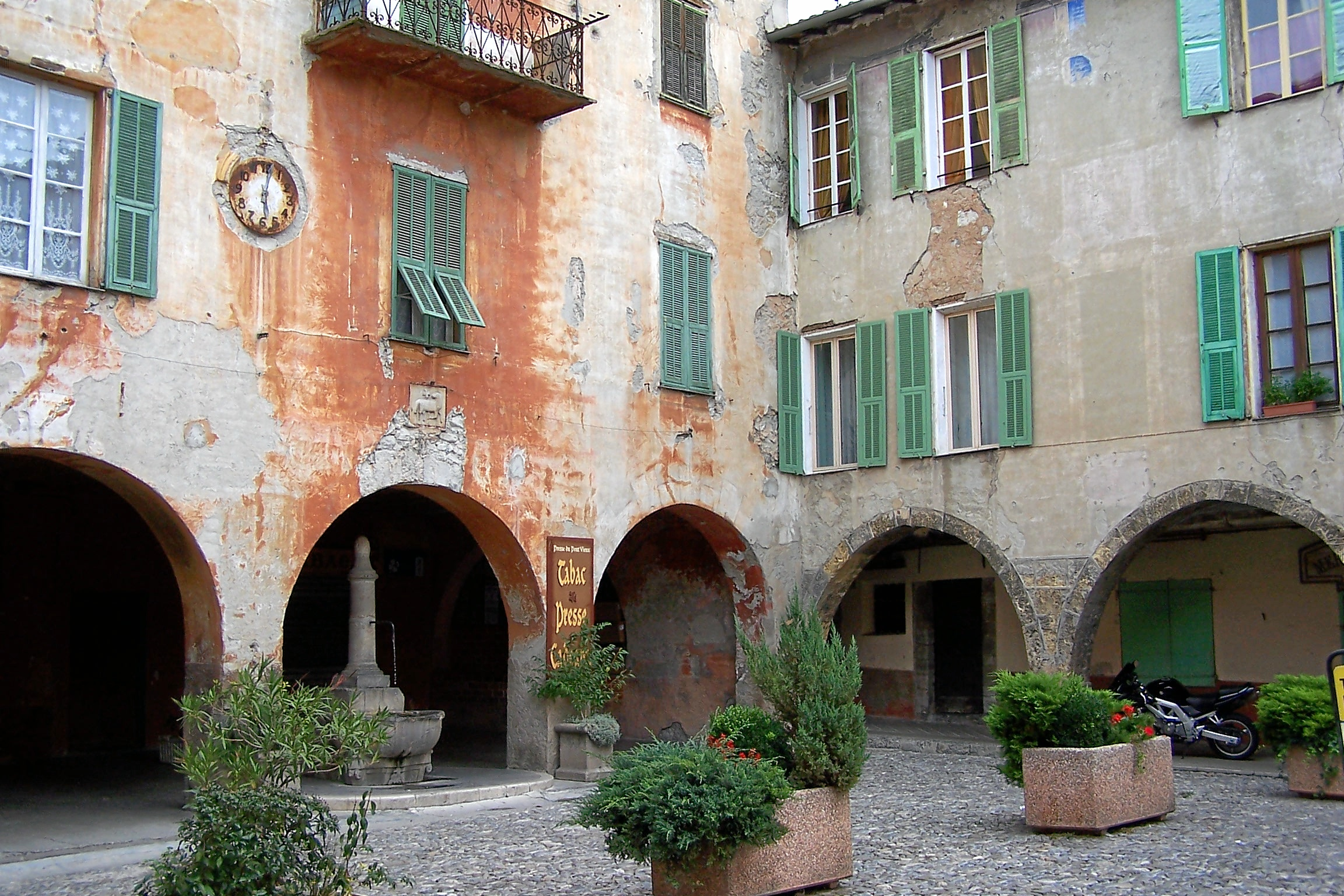
Altstadt Place Saint-Nicolas

## Wanderwege
Sospel ist ein Etappenort am französischen Fernwanderweg GR 52A, dem Sentier Panoramique du Mercantour, und am GR 52. Hier treffen auch zwei Wege der Via Alpina zusammen: durch Sospel hindurch führt der „rote Weg“, der in insgesamt 161 Etappen von Triest bis Monaco jeden einzelnen Alpenstaat quert, und endet der in den Walliser Alpen beginnende „blaue Weg“ der Via Alpina.

## Verkehr
- Tendabahn
- Train des Merveilles
- Historischer Salzweg Turin – Nizza (Maultiere, Esel)